# Howard Marshall (rugby à XV)
Pour les articles homonymes, voir Marshall.
Pas d'image ? Cliquez ici

a Compétitions nationales et continentales officielles uniquement.

b Matchs officiels uniquement.
Howard Marshall, né le 20 décembre 1870 à Sunderland et mort le 9 octobre 1929 à Westminster, est un joueur de rugby à XV anglais évoluant au poste de demi d'ouverture pour l'équipe d'Angleterre et les Lions britanniques. Il joue un match en sélection nationale. Il participe au tournoi britannique 1893.

## Biographie
Howard Marshall, fils de John Ferrow Marshall, un armateur, naît à Sunderland en 1870. Il suit sa scolarité dans plusieurs établissements, notamment Barnard Castle et Norfolk County, avant d'intégrer Gonville and Caius College, un des 31 collèges de l’université de Cambridge en 1888. Alors que Marshall va connaître plus tard une carrière rugbystique honorable, il n'est pas retenu à Cambridge pour disputer la rencontre annuelle contre Oxford.
Marshall commence des études de médecine quand il rejoint le collège médical St. Bartholomew's, devenant un chirurgien de la Chambre et assistant de la clinique dans le service des gorges. Il devient plus tard assistant chirurgien de la Chambre au Nottingham General Hospital, avavnt de devenir un médecin généraliste à Bexhill-on-Sea et Cirencester. À compter de 1910 il devient chirurgien à l'hôpital Cirencester Memorial. Marshall est le médecin du Royal Agricultural College de Cirencester et il est également le chirurgien civil du quatrième bataillon du régiment de Gloucester. Lors du déclenchement de la première Guerre mondiale, Bingham Hall à Cirencester devient un hôpital de la Croix-Rouge et Marshall en devient le médecin en charge. Il est fait officier de l'Ordre de l'Empire britannique, pour les services rendus à Cirencester pendant la guerre.

## Parcours rugbystique

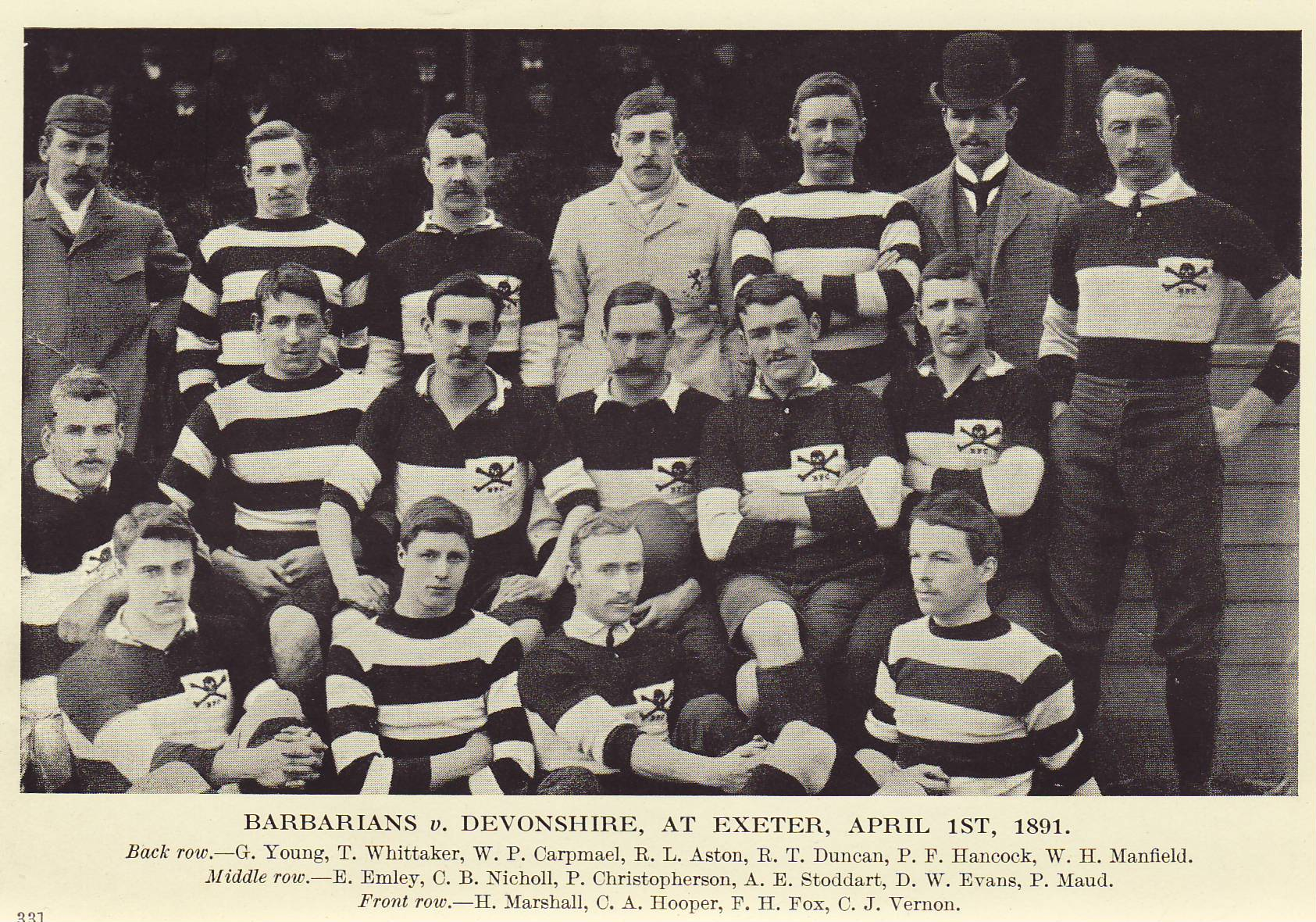
Marshall avec l'équipe de la première tournée des Barbarians. Marshall est en bas au premier rang, à l'extrême gauche.

Howard Marshall évolue avec plusieurs clubs pendant sa carrière rugbystique, et en 1890 il joue avec l'équipe anglaise de Blackheath. Cette saison a vu William Percy Carpmael, un joueur du même club de Blackheath, former l'équipe de tournée sur invitation, les Barbarians. Marshall participe à cette première tournée. Marshall a même l'honneur d'inscrire les premiers points de l'équipe des Barbarians, en marquant un essai contre Cardiff. Marshall est par la suite un membre du comité directeur des Barbarians.
Howard Marshall réalise une autre première: la tournée inaugurale des Lions britanniques en Afrique du Sud a lieu en 1891, son déplacement est financé par Cecil Rhodes le Premier ministre de la colonie du Cap et par Paul Kruger, le président de la république du Transvaal. Ce sont les premiers matchs représentatifs disputés par les équipes sud-africaines qui apprennent encore le jeu. Les touristes jouent et gagnent un total de vingt parties, ne concédant qu'un seul essai durant toute la tournée. Trois matchs disputés contre des équipes régionales sont considérés comme des tests, quoique l'« Afrique du Sud » n'existe pas encore comme unité politique en 1891, et se terminent sur des scores serrés: 4-0, 3-0 et 4-0. Howard Marshall dispute deux tests, associé à Edward Bromet lors du deuxième test-match à Kimberley et avec Arthur Rotherham lors du troisième et dernier test, au Cap.

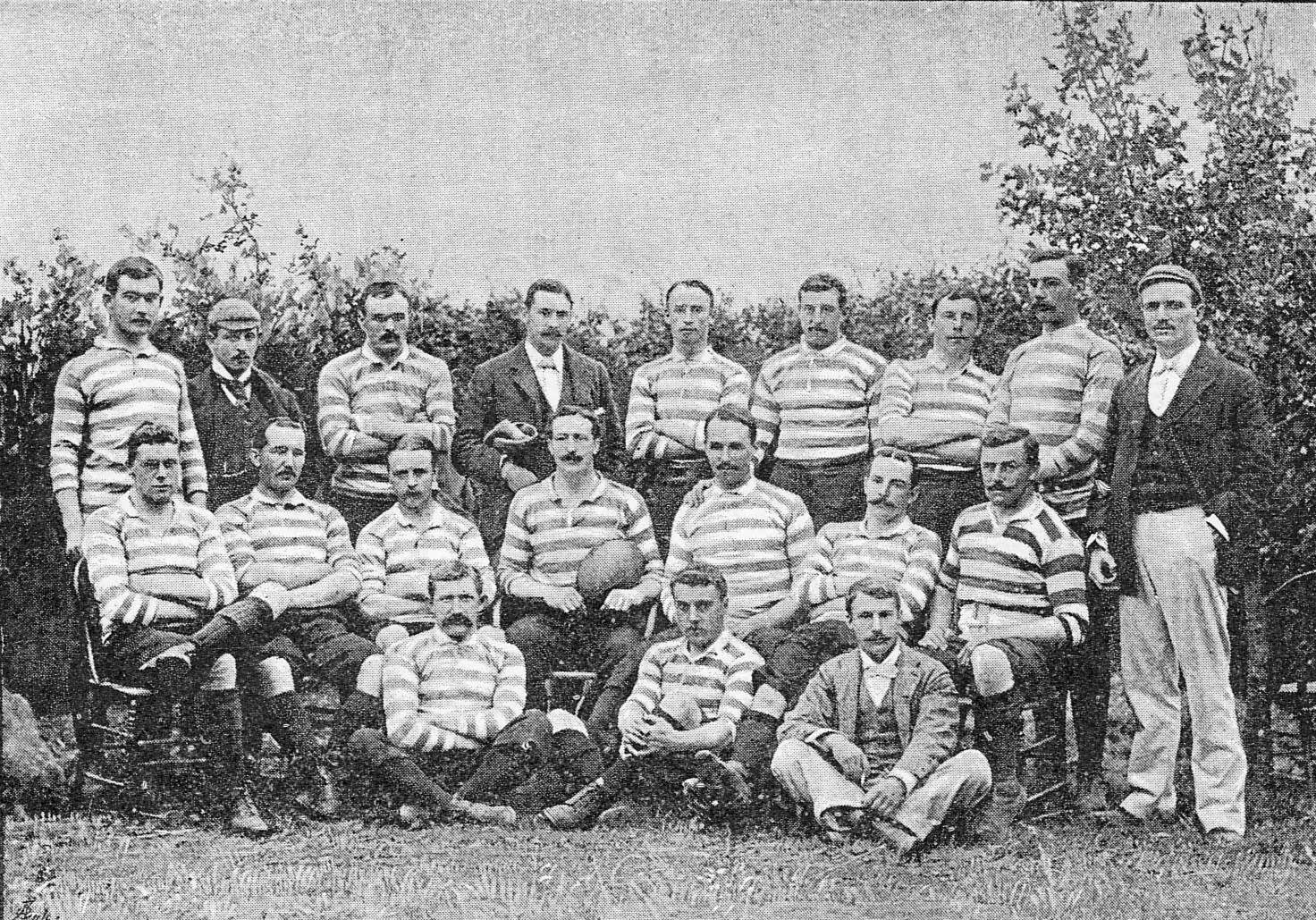
les Lions britanniques de 1891.

Howard Marshall honore sa première cape avec l'équipe d'Angleterre quand il est retenu pour disputer le tournoi britannique en 1893 pour le match d'ouverture face à l'équipe du pays de Galles. Disputé à l'Arms Park de Cardiff, le terrain a été protégé du gel lors de la nuit précédente avec 500 brasiers disséminés à travers l'aire de jeu. Il en résulte que le terrain est glissant, et les conditions de jeu sont aggravées par la présence d'un vent fort. L'équipe anglaise joue la première mi-temps avec le vent dans le dos et les neuf avants du pack anglais dominent leurs vis-à-vis gallois. À la pause, le pays de Galles est mené 7-0, avec des essais de Frederick Lohden et d'Howard Marshall et une transformation du capitaine anglais Andrew Stoddart. Le début de seconde mi-temps voit Marshall d'illustrer à nouveau à la suite d'un bon travail des avants anglais. Cependant le pack anglais ne peut continuer sur un tel rythme et les joueurs faiblissent. Les Gallois inscrivent deux essais avant qu'Howard Marshall n'inscrive un troisième essai pour son premier match avec les couleurs du XV de la Rose. L'avantage est de 11-7. Les Gallois marquent un nouvel essai et un tir au but pour l'emporter 12-11. Howard Marshall ne connaît pas d'autre sélection.

## Statistiques en équipe nationale et avec les Lions
Howard Marshall dispute un tournoi britannique et un seul match avec l'équipe d'Angleterre. Il marque 6 points, soit trois essais.
| Année | Compétition         | Match | Points | Essais | Transf. |
| 1893  | Tournoi britannique | 1     | 6      | 3      | -       |
| Total | Total               | 1     | 6      | 3      | -       |

Howard Marshall participe à une tournée avec l'équipe des Lions britanniques et irlandais, en 1891 durant laquelle il dispute onze rencontres. En particulier, il joue deux test matchs contre des formations régionales qui seront par la suite assimilées à l'Afrique du Sud. Il marque sept essais et un drop lors des onze rencontres.